# SS-GB
SS-GB é uma série de televisão de drama britânica de 2017 produzida para a BBC e baseada no romance de 1978 de mesmo nome de Len Deighton. A série é definida em uma linha do tempo alternativa de 1941, na qual o Reino Unido é ocupado pela Alemanha Nazista durante a Segunda Guerra Mundial.

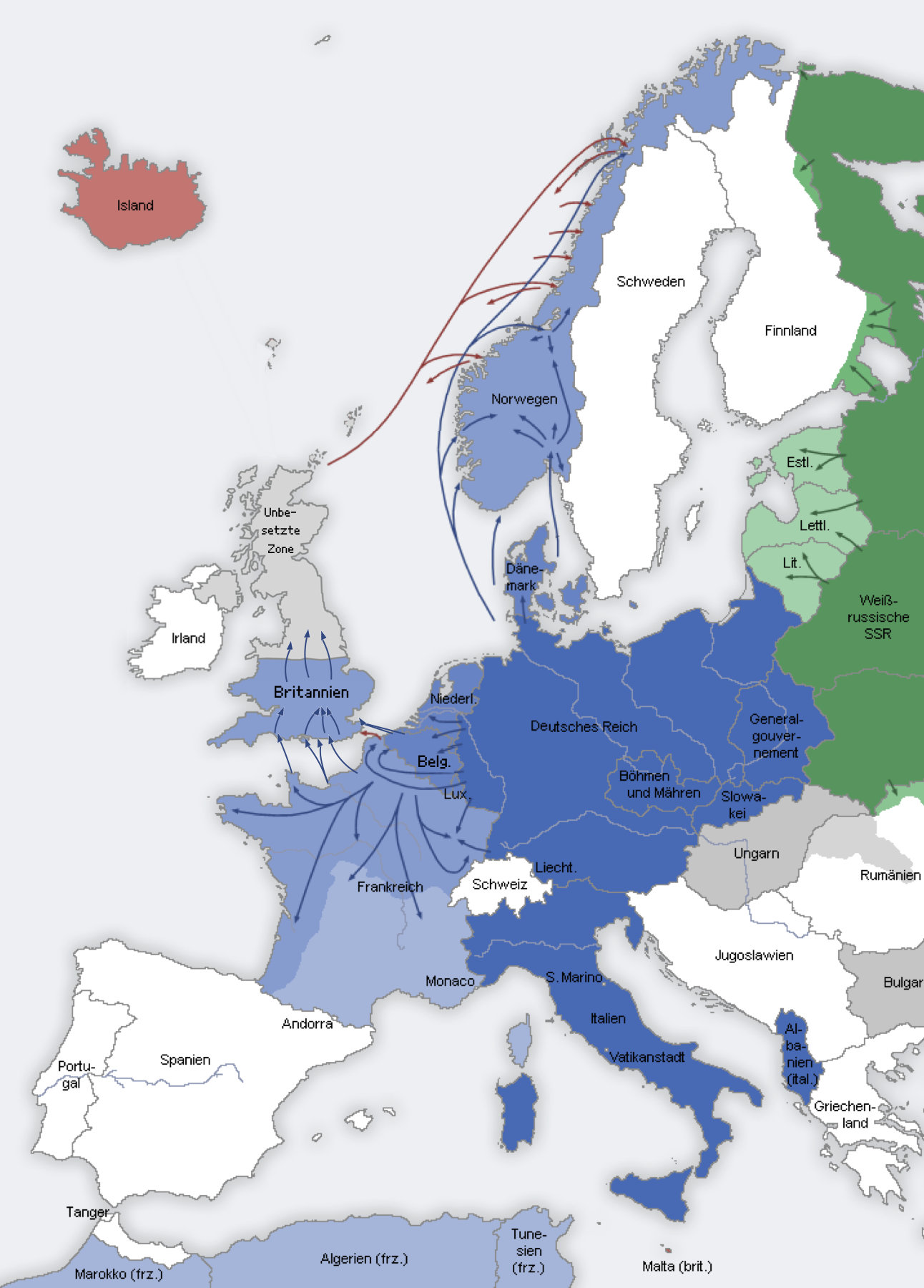
A Europa, conforme descrito na série, nove meses após a Força Aérea Real ter perdido a Batalha da Grã-Bretanha para a Luftwaffe alemã. A parte sul da Grã-Bretanha é controlada pelo Reich alemão, enquanto a parte norte é uma zona desocupada, embora ainda haja conflitos na área.

## Antecedentes
No mundo alternativo, é novembro de 1941, nove meses após uma invasão alemã bem-sucedida da Grã-Bretanha. Winston Churchill foi executado, e o rei George VI é um prisioneiro que não é visto em público há algum tempo. A Rainha-Mãe e suas filhas Elizabeth e Margaret escaparam. Um governo britânico no exílio, liderado pelo contra-almirante Conolly, existe mas não é reconhecido pelos Estados Unidos. A Alemanha também manteve relações amistosas com a União Soviética, e o ministro das Relações Exteriores soviético Molotov acaba de chegar para supervisionar a remoção do corpo de Karl Marx para a União Soviética.
Douglas Archer, um detetive superintendente da Scotland Yard com reputação estelar, está trabalhando com um superior alemão da Schutzstaffel (SS), a força de segurança do Partido Nazista. Embora sua esposa tenha sido morta por um bombardeio alemão na Blitz, Archer evita o envolvimento em crimes políticos e vê a resistência aos nazistas como inútil. Uma investigação rotineira de assassinato se torna política quando parece ter sido perpetrada por agentes da Resistência Britânica. Um oficial agressivo da SS chega e assume o controle da investigação, o que é de interesse da SS, porque a vítima pode ter dados do programa do exército alemão para produzir uma bomba atômica. Archer também descobre que sua secretária e amante, Sylvia Manning, é membro da Resistência Britânica e é relutantemente atraído para uma conspiração contra os alemães.

## Produção
Em novembro de 2014, foi anunciado que a BBC havia encomendado os escritores Neal Purvis e Robert Wade para adaptar o romance SS-GB de Len Deighton.
Em agosto de 2015, foi anunciado que Sam Riley estava em negociações para estrelar o papel principal do detetive superintendente Douglas Archer da Scotland Yard. Riley foi confirmado no elenco no final de setembro de 2015.
A produção começou em outubro de 2015 e terminou em janeiro de 2016. A série foi produzida pela Sid Gentle Films Ltd. Foi transmitida pela BBC One em cinco episódios de uma hora, de 19 de fevereiro de 2017 a 19 de março de 2017.
A série filmou várias cenas dos episódios 1 a 4 no Chatham Historic Dockyard em Kent. O local foi usado como quarto duplo nas ruas de Londres e no necrotério que apareceu no episódio 1.

## Elenco
- Sam Riley como detetive superintendente Douglas Archer,[6] um detetive da Scotland Yard em Londres ocupada pela Alemanha
- Kate Bosworth como Barbara Barga,[6] uma repórter americana
- Rainer Bock como Gruppenführer Fritz Kellermann,[6] o oficial da SS que supervisiona a força policial
- Aneurin Barnard como policial Jimmy Dunn,[6] um policial júnior que trabalha com Archer
- Christina Cole como Joyce Sheenan,[7] vizinha de Archer que cuida de seu filho e cujo marido é prisioneiro de guerra
- Maeve Dermody como Sylvia Manning,[6] secretária e amante de Archer
- Lars Eidinger como Standartenführer Oskar Huth,[6] um oficial da SS recém-chegado a Londres
- James Cosmo como sargento detetive Harry Woods,[6] amigo e colega de trabalho de Archer
- Jason Flemyng como Coronel George Mayhew,[6] um aristocrata britânico
- James Northcote como John Spode,[8] físico atômico que trabalha com a Resistência Britânica
- Sam Kronis como Heinrich Himmler

## Recepção
A série recebeu críticas altamente positivas, com o The Telegraph dando a série 4 de 5 e dizendo que o "suspense da história merece uma série de acompanhamento". As principais críticas à qualidade do som e ao diálogo supostamente inaudível para alguns telespectadores no primeiro episódio, que a BBC ofereceu para "olhar" para futuros episódios.
O primeiro episódio alcançou boas classificações da noite para o dia, com mais de 8,5 milhões de telespectadores em sintonia. No entanto, com o decorrer da série, as classificações caíram gradualmente, com apenas 3,5 milhões assistindo ao episódio final.
A revisão do The Guardian premiou três das cinco estrelas com base na visualização dos dois primeiros episódios. Ele comentou que a série "mantém-se generosamente na tela grande, favorecendo o estilo filme noir sobre o conteúdo de celulose", mas acrescentou que "seria útil ver mais das minúcias da vida de Londres sob os nazistas, para tomar um pouco de ar fresco depois de ser confinado aos corredores do poder".
A série foi lançada em DVD e BD em 10 de julho de 2018; aproximadamente um ano depois, o site Rotten Tomatoes mostrou um consenso da crítica de 89% a favor e comentou: "SS-GB é uma fatia convincente da história hipotética, encharcada no estilo noir e cheia de dilemas morais".